# Tổ (họ)
Tổ là một họ của người Trung Quốc (chữ Hán: 祖, Bính âm: Zu). Trong danh sách Bách gia tính họ này xếp thứ 249.

## Người Trung Quốc họ Tổ nổi tiếng
- Tổ Mậu, một trong bốn danh tướng của Tôn Kiên (cùng Trình Phổ, Hoàng Cái, Hàn Đương)
- Tổ Địch, danh tướng thời nhà Tấn
- Tổ Xung Chi, nhà thiên văn và toán học thời Nam-Bắc triều
- Tổ Đại Thọ, đại tướng cuối thời nhà Minh

## Nhân Vật Hư Cấu
Tổ Thiên Thu, Nhân Vật trong tiểu thuyết Tiếu Ngạo Giang Hồ của Kim Dung 